# Honduras Británica en los Juegos Olímpicos de Múnich 1972
Honduras Británica (actualmente Belice) estuvo representada en los Juegos Olímpicos de Múnich 1972 por un deportista masculino que compitió en tiro.
El equipo olímpico no obtuvo ninguna medalla en estos Juegos.